# Dřevotříska

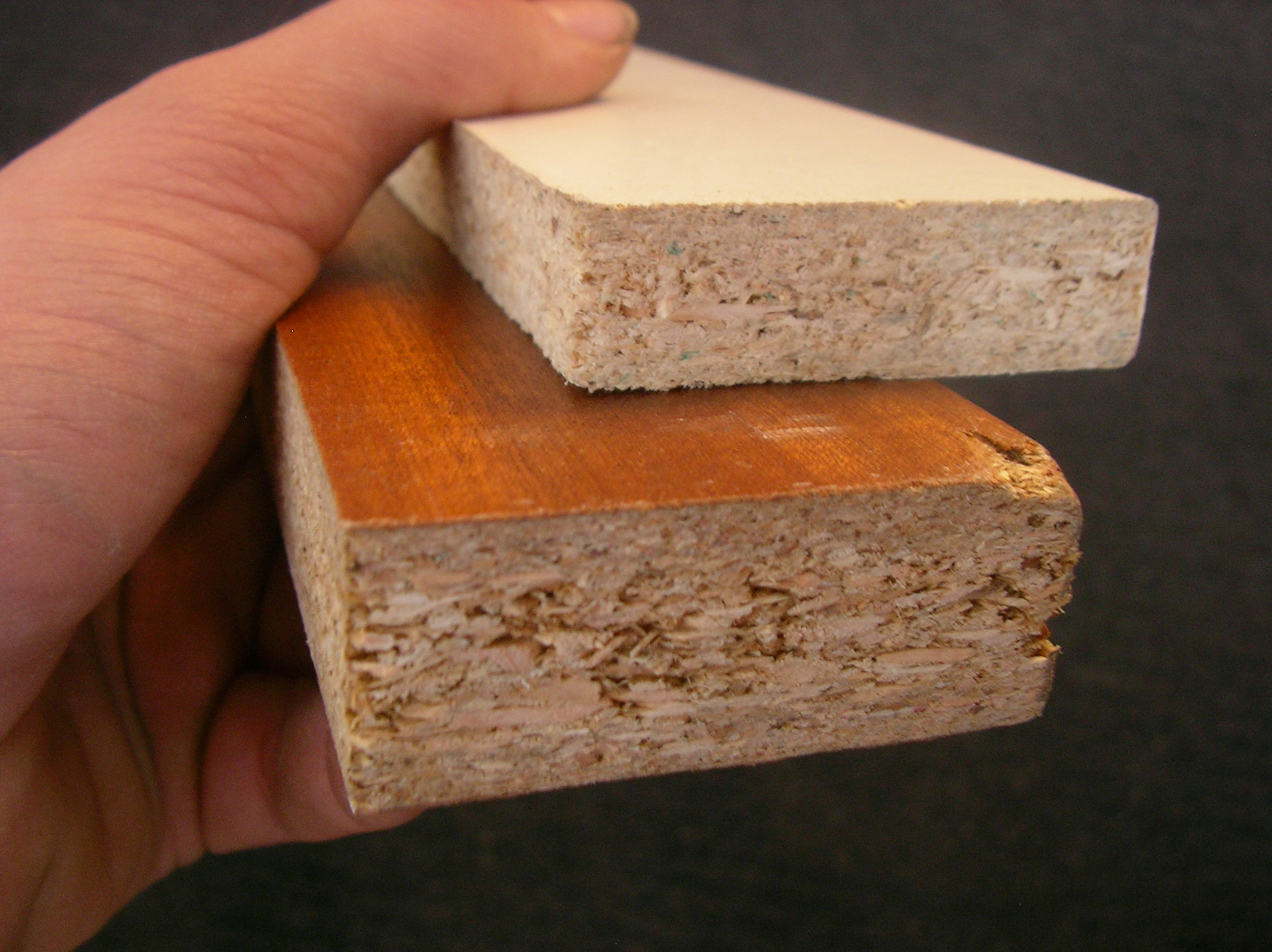
Dřevotříska s odýhováním

Dřevotříska je materiál vyráběný z roztřískovaného dřeva nejčastěji ve formě desek. Dřevotřísková deska (DTD) či třísková deska je velkoplošná deska určená především pro výrobu nábytku. Většinou se dále zpracovává a slouží jako materiál pro výrobu lamino desek (LTD), laminátů či pro dýhování. Neupravená se používá v místech, kde jsou nízké nároky na její vizáž, např. kostry sedacích souprav apod. Oproti dřevovláknitým deskám má dřevotříska slabší strukturu.

## Výroba desky
Dřevotříska je vyráběna v několika krocích, prvním krokem je roztřískování neboli dezintegrace rostlého materiálu – dřeva. Procesu roztřískování předchází proces štěpkování. Již samotná štěpka by měla odpovídat určitým rozměrům vhodným pro následující operaci třískování, je tedy tříděna. Roztřískování je proces prováděný na různých typech roztřískovačů. Pro následný nános lepidla na třísky je nejvíce v současném průmyslu (2013) využíváno stále močovino-formaldehydové lepidlo, které je na třísky nanášeno v určitém procentickém množství (12 %) z objemu suchých třísek v nanášečkách, často bubnových. Tyto třísky pak mohou být skladovány po delší dobu, jelikož močovinoformaldehydové lepidlo je aktivováno až při dosažení 200 °C. Nanesené třísky se vrství mechanickými či pneumatickými vrstvícími stanicemi – vzniká třískový koberec. Třískový koberec se za studena předlisovává a následně je dopravován do lisu. Dříve byly využívány lisy diskontinuální, dnes jsou využívány lisy kontinuální. Lisuje se při teplotě 200 °C při dodržování lisovacího režimu. Lisování desky plánované finální tloušťky 19 mm bude trvat přibližně tři a půl minuty. Po lisování následuje podélné a příčné formátování, jelikož okraje desky vykazují výrazně nižší vlastnosti oproti celkové vnitřní ploše desky. Třísková deska je následně chlazena ve vertikální poloze, aby nedošlo k prohnutí nebo nežádoucím deformacím. Chlazení se často provádí v „hvězdicovém“ chladicím turniketu. Po ochlazení se desky klimatizují za standardních podmínek 24 °C a 65% relativní vzdušné vlhkosti několik dní. Desky podle použitých aditiv vykazují různou odolnost proti vodě a mají široký okruh pro využití – od nábytku přes stavební průmysl až po průmysl automobilový.

## Materiál pro výrobu
Dřevotříska se vyrábí z dřevěných třísek, přidaného lepidla, tvrdidla a aditiv. Vstupním materiálem je především rostlé dřevo. Jako sekundární zdroj pro výrobu nových třískových desek slouží neznečištěné recyklované dřevo, např. různé dřevěné výrobky, odřezky, dřevo z demolic apod.

### Dělení
Podle způsobu lisování:
1) plošně lisovaná dřevotříska
a) jednovrstvá (obaly)
b) třívrstvá (nábytek, stavebně truhlářské výrobky (STV))
c) pětivrstvá (nábytek, STV)
2) výtlačně lisovaná (STV)
a) plná
b) vylehčená
3) tvarovaná – vyrábí se ve speciálně tvarovaných lisech tak, že výrobek je polotovar v hrubých rozměrech (např. okenní parapety)
Podle použitého lepidla:
a) nevodovzdorné (CF)
b) vodovzdorné (RF, ME)
Podle povrchové úpravy:
a) nebroušené (v surovém stavu)
b) broušené (při výrobě se z obou stran obrušuje stejně tloušťky)
c) lamino (opatření fólií)
d) olepení dýhou

### Výroba DTD
Výchozí surovinou je odpad z truhlářských dílen, z pilařské výroby, recyklované dřevo apod. Samotný proces probíhá v těchto etapách:
1. štěpkování
2. třískování
3. třídění (mechanicky nebo pneumaticky)
4. domílání velkých třísek
5. sušení třísek
6. nanášení lepidla
7. tvarování třískového koberce
8. předlisování (soustavou válců)
9. formátování koberce (2500×2500mm)
10. lisování (za zvýšené teploty (cca 150 °C) a tlaku (cca 1,4 MPa))
11. formátování vylisovaných desek (1220×2440 – formáty mohou být různé)
12. klimatizace desek (2–3dny na hřeblovém dopravníku ve skladě, kde dozrává)
13. další dokončovací práce (broušení, vyspravení vad, olepení, …)
14. balení a expedice

### Rozměry DTD
Dřevotříska se standardně vyrábí v tloušťce od 6 do 38 mm a v plošných rozměrech 2800 × 2070 mm, 2800 × 1830 mm nebo 5600 × 2070 mm.